# Turovec
Turovec är en ort i Tjeckien.   Den ligger i regionen Södra Böhmen, i den centrala delen av landet, 80 km söder om huvudstaden Prag. Turovec ligger 422 meter över havet och antalet invånare är 235.
Terrängen runt Turovec är platt åt sydväst, men åt nordost är den kuperad. Turovec ligger nere i en dal. Runt Turovec är det ganska glesbefolkat, med 24 invånare per kvadratkilometer. Närmaste större samhälle är Tábor, 9,0 km väster om Turovec. Omgivningarna runt Turovec är en mosaik av jordbruksmark och naturlig växtlighet.